# جرمينتشيك (قبردينو - بلقاريا)
جرمينتشيك (بالروسية: Герменчик) هي مدينة في مقاطعة قبردينو - بلقاريا في روسيا.